# Ettore Vernazza
Ettore Vernazza (Génova, República de Génova, 1470-Ibidem., 27 de junio de 1524)  fue un patricio genovés, notario, que dedicó su vida y fortuna al ejercicio de la caridad, fundando varios hospitales de incurables (en Génova, Roma, etc.) y asociaciones de laicos para el ejercicio de la caridad y el perfeccionamiento de la vida cristiana, como es el Oratorio del Amor Divino.

## Biografía
De Ettore Vernazza solo se sabe que era un notario reputado del siglo XVI (su fecha de nacimiento se desconoce); en 1497 fundó la  Compagnia del Mandiletto , una especie de camarilla que pretendía recolectar limosnas para los pobres. En la lengua ligur, el  mandiletto  se usaba para cubrirse la cara cuando el mismo Vernazza iba las casas de los menos favorecidos para darles subsidios en moneda.
Vernazza es conocido, sin embargo, sobre todo como el fundador de Hospital de los Incurables de Génova o de las Crónicas, cuyos primeros estatutos fueron aprobados por el Senado de la República de Génova el 27 de noviembre de 1500.
El filántropo genovés también fundó el Conservatorio delle Figlie di San Giuseppe (las hijas de San José) para la educación de las doncellas pobres y consiguió la contribución del dux de Génova Ottaviano Fregoso, al lazareto para las víctimas de la peste (que encontraron alojamiento inicialmente en el vecindario  Foce, antes de ser trasladados a Portoria).
A través de una asociación especial, la Compañía del Amor Divino, también instituyó dos hospitales en Nápoles y Roma. Ya viudo, se retiró al hospital de los Crónicos (enfermos) al que dejó su fortuna y donde murió de peste el 27 de junio de 1524, como afirmó el historiador Federico Donaver (1861-1915).
Según Donaver, también la hija de Vernazza, Battistina (nacida el 15 de abril de 1497), dedicó su vida a la escritura, a la religión católica y a las obras de caridad. A la edad de diez años compuso una canción de alabanza a María, madre de Jesús, y a los trece años ya era novicia en el monasterio delle Grazie, del cual, desde muy joven, fue abadesa.
Escribió tratados espirituales y alcanzó tal fama de virtud y entendimiento que su padre, personalidades eminentes y el mismo pontífice le pidieron consejo sobre asuntos varios. Cooperó con su padre en las obras de caridad y toda su vida, que terminó el 9 de mayo de 1587, se dedicó a las prácticas religiosas y a la ayuda a los pobres.